# Proasellus basnosanui
Proasellus basnosanui là một loài chân đều trong họ Asellidae. Loài này được Codreanu miêu tả khoa học năm 1962.